# Xie Yanze
Xie Yanze (chiń. 谢彦泽; ur. 11 stycznia 1984) – chińska tenisistka.
Tenisistka odnosząca sukcesy głównie w turniejach rangi ITF. Właśnie w tego typu rozgrywkach zadebiutowała w marcu 2000 roku, biorąc udział w kwalifikacjach do niewielkiego turnieju w Nankin. Nie udało jej się jednak przejść kwalifikacji, podobnie jak w kilku następnych próbach, podjętych tego samego roku. Sztuka ta udała jej się w następnym roku, na turnieju w Baotou, gdzie po wygraniu kwalifikacji dotarła do drugiej rundy turnieju głównego. W 2001 roku wygrała swój pierwszy turniej w grze podwójnej w Tiencinie. Pierwszy turniej w grze singlowej wygrała w sierpniu 2002 roku w Tongliao, pokonując w finale rodaczkę Du Rui. W sumie w czasie swojej kariery wygrała sześć turniejów singlowych i siedem deblowych rangi ITF.
W 2002 roku wygrała kwalifikacje do turnieju WTA w Szanghaju i wystąpiła w turnieju głównym. Zagrała tam jednak tylko jeden mecz, przegrywając w pierwszej rundzie z Adrianą Serra Zanetti i odpadła z turnieju. W maju 2004 roku wygrała z Aiko Nakamurą, w pierwszej rundzie kwalifikacji do turnieju wielkoszlemowego Roland Garros, ale w drugiej przegrała z Nicole Vaidišovą. Próbowała potem jeszcze swoich sił w kwalifikacjach do Wimbledonu i US Open, ale bez powodzenia. Były to jej jedyne kontakty z rozgrywkami tej rangi.

## Wygrane turnieje rangi ITF
| turnieje z pulą nagród 100 000 $ |
| turnieje z pulą nagród 75 000 $  |
| turnieje z pulą nagród 50 000 $  |
| turnieje z pulą nagród 25 000 $  |
| turnieje z pulą nagród 15 000 $  |
| turnieje z pulą nagród 10 000 $  |

### Gra pojedyncza
|    | Data       | Turniej  | ($)    | Naw.   | Finalistka        | Wynik    |
| 1. | 04/08/2002 | Tongliao | 10 000 | twarda | Du Rui            | 6:3, 6:1 |
| 2. | 08/06/2003 | Seul     | 25 000 | twarda | Jeon Mi-ra        | 6:3, 6:4 |
| 3. | 09/11/2003 | Taizhou  | 25 000 | twarda | Lenka Tvaroskova  | 6:1, 6:4 |
| 4. | 17/04/2005 | Changsha | 10 000 | twarda | Yu Ying           | 6:1, 6:1 |
| 5. | 05/06/2005 | Nankin   | 25 000 | twarda | Daniela Kix       | 6:2, 6:2 |
| 6. | 11/05/2008 | Changwon | 25 000 | twarda | Aleksandra Panowa | 6:4, 6:4 |